# Piecki (gemeente)
De gemeente Piecki is een landgemeente in het Poolse woiwodschap Ermland-Mazurië, in powiat Mrągowski.
De zetel van de gemeente is in Piecki.
Op 30 juni 2004 telde de gemeente 7765 inwoners.

## Oppervlakte gegevens
In 2002 bedroeg de totale oppervlakte van gemeente Piecki 314,59 km², waarvan:
- agrarisch gebied: 29%
- bossen: 51%
- water: 10%

De gemeente beslaat 29,53% van de totale oppervlakte van de powiat.

## Demografie
Stand op 30 juni 2004:
| Omschrijving                   | Totaal | Totaal | Vrouwen | Vrouwen | Mannen | Mannen |
| ------------------------------ | ------ | ------ | ------- | ------- | ------ | ------ |
| eenheid                        | aantal | %      | aantal  | %       | aantal | %      |
| inwoners                       | 7765   | 100    | 3890    | 50,1    | 3875   | 49,9   |
| bevolkingsdichtheid (inw./km²) | 24,7   | 24,7   | 12,4    | 12,4    | 12,3   | 12,3   |

In 2002 bedroeg het gemiddelde inkomen per inwoner 1464,01 zł.

## Administratieve plaatsen (sołectwo)
Babięta, Bobrówko, Brejdyny, Cierzpięty, Dłużec, Dobry Lasek, Gant, Głogno, Goleń, Jakubowo, Krutyń, Krutyński Piecek, Lipowo, Machary, Mojtyny, Nawiady, Nowe Kiełbonki, Piecki, Prusinowo, Rosocha, Stare Kiełbonki, Szklarnia, Zgon, Zyzdrojowy Piecek.

## Aangrenzende gemeenten
Dźwierzuty, Mikołajki, Mrągowo, Ruciane-Nida, Sorkwity, Świętajno